# أربون (سويسرا)
أربون (بالألمانية: Arbon) هي إحدى بلديات مقاطعة أربون في كانتون تورغاو في سويسرا، وتُعد عاصمة للمقاطعة. تبلغ مساحتها 5.94 كيلومتر مربع ويقدر عدد سكانها بـ 14266 نسمة (حسب تعداد ديسمبر 2015).

## المدن التوأمة
- بين،  سويسرا
- لانغنارغن [الإنجليزية]،  ألمانيا

## أعلام
- يوجين ماك
- رولف جارمان
- جوزيبي بيروني